# Polynema auripedicellatum
Polynema auripedicellatum är en stekelart som först beskrevs av Soyka 1950.  Polynema auripedicellatum ingår i släktet Polynema och familjen dvärgsteklar. Inga underarter finns listade i Catalogue of Life.